# Найссер, Ульрик
Ульрик Густав На́йссер (англ. Ulric Gustav Neisser; 8 декабря 1928, Киль, Германия — 17 февраля 2012) — американский психолог.
Член Национальной академии наук США (1989). Преподаватель Корнеллского университета. Лауреат премий Гуггенгейма и Слоуна. Внес существенный вклад в становление когнитивной психологии во второй половине XX века.

## Биография
Родился в Киле, Германия, в семье видного экономиста еврейского происхождения Ханса Филипа Нейссера (1895—1975), уроженца Бреславля. Переехал в США в 1931 году. В 1950 году получил степень бакалавра в Гарвардском университете и магистра в Суортморском колледже. В 1956 получил докторскую степень в Гарварде. Впоследствии преподавал в университетах Брандейса, Корнелла, Эмори.

## Научная деятельность
В 1976 Найссер написал работу «Познание и реальность», где сформулировал основные проблемы дисциплины. Во-первых, он высказал неудовлетворенность чрезмерным присутствием в когнитивной психологии моделей информационной обработки. Во-вторых, он склонялся к мнению, что когнитивная психология не в состоянии эффективно решать повседневные проблемы и особенности человеческого поведения. Ответственность за такую ситуацию Найссер возлагал на практически полную ориентацию исследований на лабораторные методы эксперимента, предполагающие низкую внешнюю (экологическую) валидность получаемых результатов. В-третьих, Найссер выразил поддержку теории прямого восприятия Джеймса и Элеанор Гибсонов. Найссер отмечает, что у когнитивной психологии немного шансов реализовать свой потенциал без внимательного изучения работ Гибсонов по восприятию. Последние утверждали, что понимание человеческого поведения в первую очередь предполагает тщательный анализ той информации, которая доступна любому воспринимающему организму. В этой же работе Найссер представил теорию перцептивного цикла. На русском языке работа была опубликована в 1981.
В 1998 году Найссер по результатам работы в комиссии Американской психологической ассоциации публикует работу Восходящая кривая: Долгосрочный прирост в IQ и связанных с ним измерителях.

### Публикации
- Найссер У. Познание и реальность. — М.: Прогресс, 1981.
- Neisser, U. (1967) Cognitive Psychology. Appleton-Century-Crofts New York
- Neisser, U. (1976) Cognition and Reality: Principles and Implications of Cognitive Psychology. WH Freeman
- Neisser, U. (1998) The Rising Curve: Long-Term Gains in IQ and Related Measures. American Psychological Association